# 田巻堅太郎
田巻 堅太郎（たまき けんたろう、1883年〈明治16年〉1月2日 - 没年不明）は、日本の実業家、新潟県多額納税者、地主、篤農家、資産家。族籍は新潟県平民。

## 経歴
新潟県南蒲原郡田上村（現・田上町）出身。田巻七郎兵衛の二男。新潟中学校を卒業する。1902年に一年志願兵として近衛歩兵第1連隊に入営、1904年に陸軍歩兵少尉に任ぜられ、1910年に陸軍歩兵中尉に進み、正七位に叙せられ除隊となる。農業、金銭貸付業を営む。
新潟貯蓄銀行、新潟信託、愛隣社各取締役を歴任。1933年7月に第四銀行取締役に選任され以来20年間その職を続ける。1944年10月に第5代の頭取に推され、1953年に退任する。ラジオ新潟監査役をつとめる。

## 人物
新潟県南蒲原郡田上村の豪農で、第四銀行創立当初からの大株主である。1904年、家督を相続する。
貴族院多額納税者議員選挙の互選資格を有した。住所は新潟県新潟市西大畑町、南蒲原郡田上村。

## 家族・親族
田巻家
- 妻・ヨシ（1889年 - ?、新潟、樋口正平の二女）[1]
- 長男・俊太郎（1909年 - 1985年[10]、田上村長[11]）
  - 同妻・光子（1912年 - ?、静岡、気賀勘重の二女）[1]
- 二男[1]
- 長女[1]
- 二女[1]
- 三女[1]
- 孫

親戚
- 長男の妻の父・気賀勘重（経済学者）
- 姉の夫・渡辺三左衛門（新潟県多額納税者、農業、地主、資産家、新潟県会議員、関谷村長、新潟貯蓄銀行取締役、渡辺家第10代）
- 渡辺万寿太郎（農業、関谷村長、関川村長、渡辺家第11代）